# ゲイン (出版社)
株式会社ゲイン（英: GAIN Co.,Ltd.）は、日本の愛知県名古屋市中区大須に本社を置く出版社。

## 概要
愛知・岐阜・三重の地域情報誌「月刊KELLy（ケリー）」やフリーペーパー「ami」のほか、ムック本や書籍などを出版している。その他、美容室の検索サイト「hairmag（ヘアマグ）」、美容系求人サイト「Beauty Career（ビューティーキャリア）」の運営や、カフェや居酒屋など飲食店の運営も行っている。
本社が入居しているビルは、かつては企業名と同じ「ゲインビル」であったが、現在は「SHINBIビル」と名前が変更された。

## 沿革
- 1987年（昭和62年）3月20日 - 会社設立と同時に月刊KELLyを創刊[2]。
- 1998年（平成10年） - コミュニティ放送局の名古屋中エフエムラヂオ放送（2009年に廃止）の設立に参画[2]。
- 2009年（平成21年）9月15日 - 塚本洋子バレエ団と共同で株式会社テアトル・ド・バレエ カンパニーを設立。[要出典][2]
- 2014年（平成26年）10月14日 - 美容系求人サイト「Beauty Career（ビューティーキャリア）」オープン。
- 2018年（平成30年）11月1日 - ウェブマガジン「日刊KELLy」を創刊[2]。
- 2020年（令和2年）7月17日 - 中部テレコミュニケーション株式会社と共同で高校生のためのeスポーツプロジェクト「放課後eスポ部 CTG GAMING NAGOYA」を開始[3]。地域情報誌「ménage KELLy（メナージュケリー）」休刊。

## 事業所
- 本社（愛知県名古屋市中区）
- 東京オフィス（東京都千代田区）[1]